# Sisyphus latus
Sisyphus latus là một loài bọ cánh cứng trong họ Bọ hung (Scarabaeidae).